# بانتو مزواكالي
بانتو مزواكالي ( من مواليد 9 نوفمبر 1993 في جنوب إفريقيا) هو لاعب كرة قدم جنوب إفريقي يلعب حالياً في نادي الشعيب السعودي.

## روابط خارجية
- بانتو مزواكالي على موقع قاعدة بيانات كرة القدم.إي يو (الإنجليزية)
- بانتو مزواكالي على موقع Soccerway.com (الإنجليزية)